# Agrilus paludicola
Agrilus paludicola (лат.) — вид жуков-златок. Длина тела взрослых насекомых (имаго) 5—7 мм. Тело оливково-зелёное или стальное, реже оливково-чёрное. Развиваются на карликовой берёзе.